# Шарунас Марчюльоніс
Раймондас Шарунас Марчюльоніс (лит. Raimondas Šarūnas Marčiulionis; 13 червня 1964, Каунас) — радянський та литовський баскетболіст. Атакувальний захисник. Заслужений майстер спорту СРСР (1988). Член Баскетбольного Залу слави (2014).

## Спортивна біографія
Батько — Юозас Марчюльоніс.
Спочатку займався великим тенісом — на корт Шарунаса привела сестра. Кар'єра тенісиста виявилася невдалою, в міській газеті манеру гри Марчюльоніса піддали різкій критиці, наголосивши на досить посередньому володінні правою рукою. Згодом Шарунас записався до баскетбольної школи і деякий час відвідував дві секції. Трохи пізніше зробив остаточний вибір на користь баскетболу. Першим тренером юнака був Юрій Федоров.
Після закінчення школи у 1980 році вступив до Вільнюського державного університету, де почав виступати за університетську збірну. Марчюльоніса помітив головний тренер тодішньої «Статиби» Рімантас Ендріяйтіс і запросив до команди. За «Статибу» Марчюльоніс виступав до 1989 року.
24 червня 1989 одним із перших радянських баскетболістів Ш.Марчюльоніс поїхав грати до НБА, де виступав до 1997 року. Через травму повністю пропустив сезон 1993—1994 рр.
В НБА Марчюльоніс виступав за команди «Голден-Стейт Ворріорс» (1989—1994), «Сіетл Суперсонікс» (1994—1995), «Сакраменто Кінгз» (1995—1996), «Денвер Наггетс» (1996—1997). Найбільш результативним був у сезоні 1991—1992 років, в якому у середньому за гру набирав 18,9 очок.
Багато в чому завдяки Марчюльонісу тріумфальним для збірної Литви став виступ на Чемпіонаті Європи з баскетболу 1995 року, де литовці взяли «срібло».
Продовженню успішної кар'єри завадила травма — розрив колінних зв'язок. У 33 роки Марчюльоніс завершив кар'єру спортсмена.
Закінчив історичний факультет Вільнюського державного університету за спеціальністю «журналістика».
З 1998 року — Надзвичайний Посол і Почесний уповноважений міністр посольства Литовської Республіки в США. Живе і працює у Вільнюсі. Володіє чотиризірковим готелем «Шарунас» і баскетбольною школою.
Після завершення кар'єри створив і очолив Південноєвропейську баскетбольну лігу, яка втім проіснувала недовго.
8 серпня 2014  року був обраний до Баскетбольного Залу слави.

## Досягнення
- Олімпійський чемпіон 1988 (зб. СРСР).
- Бронзовий призер Олімпійських ігор 1992 та Олімпійських ігор 1996 (зб. Литви)
- Срібний призер Чемпіонату Європи 1987 (зб. СРСР) і Чемпіонату Європи 1995 (зб. Литви).
- Бронзовий призер Євро-1989 (зб. СРСР)

## Нагороди
- Кавалер радянського ордена «Знак Пошани»
- Кавалер Офіцерського хреста Ордена Великого князя Литовського Гядімінаса (1995)
- Командор Хреста Ордена Великого князя Литовського Гядімінаса (1995)
- Командор Великого хреста Ордена Великого князя Литовського Гядімінаса (1996)
- орден «Знак Пошани» НОКу Литви
- медаль Короля Міндаугаса
- медаль «За високі спортивні досягнення» I ступеня
- Почесна грамота ФІБА.
- орденом Дружби, (Російська Федерація, 2006)

## Сім'я
Одружений другим шлюбом на колезі по бізнесу Лаурі Мікеленіте (березень 2012 р.).
Має трьох дітей: дочок Крісте (1987) від першого офіційного шлюбу з баскетболісткою Інгридою Рейниковою, Урте (2005) від моделі та телеведучої Котрини Кірдейкіте та сина Аугустаса (2002) від поп-зірки Сандри Хлевіцкайте.